# Alter do Chão
Alter do Chão (aɫ'tɛɾ du ʃɐ̃ũ) è un comune portoghese di 3 938 abitanti situato nel distretto di Portalegre.

## Società

### Evoluzione demografica
| Popolazione di Alter do Chão (1801 – 2004) | Popolazione di Alter do Chão (1801 – 2004) | Popolazione di Alter do Chão (1801 – 2004) | Popolazione di Alter do Chão (1801 – 2004) | Popolazione di Alter do Chão (1801 – 2004) | Popolazione di Alter do Chão (1801 – 2004) | Popolazione di Alter do Chão (1801 – 2004) | Popolazione di Alter do Chão (1801 – 2004) | Popolazione di Alter do Chão (1801 – 2004) |
| ------------------------------------------ | ------------------------------------------ | ------------------------------------------ | ------------------------------------------ | ------------------------------------------ | ------------------------------------------ | ------------------------------------------ | ------------------------------------------ | ------------------------------------------ |
| 1801                                       | 1849                                       | 1900                                       | 1930                                       | 1960                                       | 1981                                       | 1991                                       | 2001                                       | 2004                                       |
| 1325                                       | 4178                                       | 7797                                       | 10471                                      | 8383                                       | 4963                                       | 4441                                       | 3938                                       | 3666                                       |

## Freguesias
- Alter do Chão
- Chancelaria
- Cunheira
- Seda